# Charles Pravaz
Charles Gabriel Pravaz (Pont-de-Beauvoisin, 24 marzo 1791 – Lione, 23 giugno 1853) è stato un medico francese.

## Biografia
Chirurgo e ortopedico, è conosciuto soprattutto per l'invenzione della siringa, che sviluppò per cercare di curare gli aneurismi con l'iniezione di percloruro di ferro usato come coagulante. Si trattò in realtà del perfezionamento dello strumento già messo a punto dal medico francese Dominique Anel.
Diresse un istituto di ortopedia a Passy e uno a Lione. Di quest'ultimo era anche il fondatore.